# Каналь, Эстебан
Эстебан Каналь (исп. Esteban Canal; 19 апреля 1896, Чиклайо — 14 февраля 1981, Варесе) — перуанский шахматист, почётный гроссмейстер (1977). 

## Биография
С 1920-х годов проживал в Италии. 
Победитель чемпионата Венгрии 1933 г., серебряный призер чемпионата Венгрии 1932 г. 
В составе сборной Перу участник шахматной олимпиады 1950 г.
Лучшие результаты в международных соревнованиях: Триест (1923) — 2-е; Мерано (1926) — 2—4-е (с Д. Пшепюркой и Р. Шпильманом); Карлсбад (1929) — 10-е; Слиач (1932) — 4—6-е (с Г. Мароци и Р. Шпильманом); Реус (1936) — 1—2-е; Венеция (1947, 1948 и 1953) — 2—3-е (дважды) и 1-е; Сан-Бенедетто-дель-Тронто (1960 и 1961) — 1—2-е и 3—6-е места.

## Вклад в теорию дебютов

### Итальянская партия
|   | a | b | c | d | e | f | g | h |   |
| - | --- | --- | --- | --- | --- | --- | --- | --- | - |
| 8 | a8 чёрная ладья · c8 чёрный слон · d8 чёрный ферзь · e8 чёрный король · h8 чёрная ладья · a7 чёрная пешка · b7 чёрная пешка · c7 чёрная пешка · f7 чёрная пешка · g7 чёрная пешка · h7 чёрная пешка · c6 чёрный конь · d6 чёрная пешка · f6 чёрный конь · c5 чёрный слон · e5 чёрная пешка · g5 белый слон · c4 белый слон · e4 белая пешка · c3 белый конь · d3 белая пешка · f3 белый конь · a2 белая пешка · b2 белая пешка · c2 белая пешка · f2 белая пешка · g2 белая пешка · h2 белая пешка · a1 белая ладья · d1 белый ферзь · e1 белый король · h1 белая ладья | a8 чёрная ладья · c8 чёрный слон · d8 чёрный ферзь · e8 чёрный король · h8 чёрная ладья · a7 чёрная пешка · b7 чёрная пешка · c7 чёрная пешка · f7 чёрная пешка · g7 чёрная пешка · h7 чёрная пешка · c6 чёрный конь · d6 чёрная пешка · f6 чёрный конь · c5 чёрный слон · e5 чёрная пешка · g5 белый слон · c4 белый слон · e4 белая пешка · c3 белый конь · d3 белая пешка · f3 белый конь · a2 белая пешка · b2 белая пешка · c2 белая пешка · f2 белая пешка · g2 белая пешка · h2 белая пешка · a1 белая ладья · d1 белый ферзь · e1 белый король · h1 белая ладья | a8 чёрная ладья · c8 чёрный слон · d8 чёрный ферзь · e8 чёрный король · h8 чёрная ладья · a7 чёрная пешка · b7 чёрная пешка · c7 чёрная пешка · f7 чёрная пешка · g7 чёрная пешка · h7 чёрная пешка · c6 чёрный конь · d6 чёрная пешка · f6 чёрный конь · c5 чёрный слон · e5 чёрная пешка · g5 белый слон · c4 белый слон · e4 белая пешка · c3 белый конь · d3 белая пешка · f3 белый конь · a2 белая пешка · b2 белая пешка · c2 белая пешка · f2 белая пешка · g2 белая пешка · h2 белая пешка · a1 белая ладья · d1 белый ферзь · e1 белый король · h1 белая ладья | a8 чёрная ладья · c8 чёрный слон · d8 чёрный ферзь · e8 чёрный король · h8 чёрная ладья · a7 чёрная пешка · b7 чёрная пешка · c7 чёрная пешка · f7 чёрная пешка · g7 чёрная пешка · h7 чёрная пешка · c6 чёрный конь · d6 чёрная пешка · f6 чёрный конь · c5 чёрный слон · e5 чёрная пешка · g5 белый слон · c4 белый слон · e4 белая пешка · c3 белый конь · d3 белая пешка · f3 белый конь · a2 белая пешка · b2 белая пешка · c2 белая пешка · f2 белая пешка · g2 белая пешка · h2 белая пешка · a1 белая ладья · d1 белый ферзь · e1 белый король · h1 белая ладья | a8 чёрная ладья · c8 чёрный слон · d8 чёрный ферзь · e8 чёрный король · h8 чёрная ладья · a7 чёрная пешка · b7 чёрная пешка · c7 чёрная пешка · f7 чёрная пешка · g7 чёрная пешка · h7 чёрная пешка · c6 чёрный конь · d6 чёрная пешка · f6 чёрный конь · c5 чёрный слон · e5 чёрная пешка · g5 белый слон · c4 белый слон · e4 белая пешка · c3 белый конь · d3 белая пешка · f3 белый конь · a2 белая пешка · b2 белая пешка · c2 белая пешка · f2 белая пешка · g2 белая пешка · h2 белая пешка · a1 белая ладья · d1 белый ферзь · e1 белый король · h1 белая ладья | a8 чёрная ладья · c8 чёрный слон · d8 чёрный ферзь · e8 чёрный король · h8 чёрная ладья · a7 чёрная пешка · b7 чёрная пешка · c7 чёрная пешка · f7 чёрная пешка · g7 чёрная пешка · h7 чёрная пешка · c6 чёрный конь · d6 чёрная пешка · f6 чёрный конь · c5 чёрный слон · e5 чёрная пешка · g5 белый слон · c4 белый слон · e4 белая пешка · c3 белый конь · d3 белая пешка · f3 белый конь · a2 белая пешка · b2 белая пешка · c2 белая пешка · f2 белая пешка · g2 белая пешка · h2 белая пешка · a1 белая ладья · d1 белый ферзь · e1 белый король · h1 белая ладья | a8 чёрная ладья · c8 чёрный слон · d8 чёрный ферзь · e8 чёрный король · h8 чёрная ладья · a7 чёрная пешка · b7 чёрная пешка · c7 чёрная пешка · f7 чёрная пешка · g7 чёрная пешка · h7 чёрная пешка · c6 чёрный конь · d6 чёрная пешка · f6 чёрный конь · c5 чёрный слон · e5 чёрная пешка · g5 белый слон · c4 белый слон · e4 белая пешка · c3 белый конь · d3 белая пешка · f3 белый конь · a2 белая пешка · b2 белая пешка · c2 белая пешка · f2 белая пешка · g2 белая пешка · h2 белая пешка · a1 белая ладья · d1 белый ферзь · e1 белый король · h1 белая ладья | a8 чёрная ладья · c8 чёрный слон · d8 чёрный ферзь · e8 чёрный король · h8 чёрная ладья · a7 чёрная пешка · b7 чёрная пешка · c7 чёрная пешка · f7 чёрная пешка · g7 чёрная пешка · h7 чёрная пешка · c6 чёрный конь · d6 чёрная пешка · f6 чёрный конь · c5 чёрный слон · e5 чёрная пешка · g5 белый слон · c4 белый слон · e4 белая пешка · c3 белый конь · d3 белая пешка · f3 белый конь · a2 белая пешка · b2 белая пешка · c2 белая пешка · f2 белая пешка · g2 белая пешка · h2 белая пешка · a1 белая ладья · d1 белый ферзь · e1 белый король · h1 белая ладья | 8 |
| 7 | a8 чёрная ладья · c8 чёрный слон · d8 чёрный ферзь · e8 чёрный король · h8 чёрная ладья · a7 чёрная пешка · b7 чёрная пешка · c7 чёрная пешка · f7 чёрная пешка · g7 чёрная пешка · h7 чёрная пешка · c6 чёрный конь · d6 чёрная пешка · f6 чёрный конь · c5 чёрный слон · e5 чёрная пешка · g5 белый слон · c4 белый слон · e4 белая пешка · c3 белый конь · d3 белая пешка · f3 белый конь · a2 белая пешка · b2 белая пешка · c2 белая пешка · f2 белая пешка · g2 белая пешка · h2 белая пешка · a1 белая ладья · d1 белый ферзь · e1 белый король · h1 белая ладья | a8 чёрная ладья · c8 чёрный слон · d8 чёрный ферзь · e8 чёрный король · h8 чёрная ладья · a7 чёрная пешка · b7 чёрная пешка · c7 чёрная пешка · f7 чёрная пешка · g7 чёрная пешка · h7 чёрная пешка · c6 чёрный конь · d6 чёрная пешка · f6 чёрный конь · c5 чёрный слон · e5 чёрная пешка · g5 белый слон · c4 белый слон · e4 белая пешка · c3 белый конь · d3 белая пешка · f3 белый конь · a2 белая пешка · b2 белая пешка · c2 белая пешка · f2 белая пешка · g2 белая пешка · h2 белая пешка · a1 белая ладья · d1 белый ферзь · e1 белый король · h1 белая ладья | a8 чёрная ладья · c8 чёрный слон · d8 чёрный ферзь · e8 чёрный король · h8 чёрная ладья · a7 чёрная пешка · b7 чёрная пешка · c7 чёрная пешка · f7 чёрная пешка · g7 чёрная пешка · h7 чёрная пешка · c6 чёрный конь · d6 чёрная пешка · f6 чёрный конь · c5 чёрный слон · e5 чёрная пешка · g5 белый слон · c4 белый слон · e4 белая пешка · c3 белый конь · d3 белая пешка · f3 белый конь · a2 белая пешка · b2 белая пешка · c2 белая пешка · f2 белая пешка · g2 белая пешка · h2 белая пешка · a1 белая ладья · d1 белый ферзь · e1 белый король · h1 белая ладья | a8 чёрная ладья · c8 чёрный слон · d8 чёрный ферзь · e8 чёрный король · h8 чёрная ладья · a7 чёрная пешка · b7 чёрная пешка · c7 чёрная пешка · f7 чёрная пешка · g7 чёрная пешка · h7 чёрная пешка · c6 чёрный конь · d6 чёрная пешка · f6 чёрный конь · c5 чёрный слон · e5 чёрная пешка · g5 белый слон · c4 белый слон · e4 белая пешка · c3 белый конь · d3 белая пешка · f3 белый конь · a2 белая пешка · b2 белая пешка · c2 белая пешка · f2 белая пешка · g2 белая пешка · h2 белая пешка · a1 белая ладья · d1 белый ферзь · e1 белый король · h1 белая ладья | a8 чёрная ладья · c8 чёрный слон · d8 чёрный ферзь · e8 чёрный король · h8 чёрная ладья · a7 чёрная пешка · b7 чёрная пешка · c7 чёрная пешка · f7 чёрная пешка · g7 чёрная пешка · h7 чёрная пешка · c6 чёрный конь · d6 чёрная пешка · f6 чёрный конь · c5 чёрный слон · e5 чёрная пешка · g5 белый слон · c4 белый слон · e4 белая пешка · c3 белый конь · d3 белая пешка · f3 белый конь · a2 белая пешка · b2 белая пешка · c2 белая пешка · f2 белая пешка · g2 белая пешка · h2 белая пешка · a1 белая ладья · d1 белый ферзь · e1 белый король · h1 белая ладья | a8 чёрная ладья · c8 чёрный слон · d8 чёрный ферзь · e8 чёрный король · h8 чёрная ладья · a7 чёрная пешка · b7 чёрная пешка · c7 чёрная пешка · f7 чёрная пешка · g7 чёрная пешка · h7 чёрная пешка · c6 чёрный конь · d6 чёрная пешка · f6 чёрный конь · c5 чёрный слон · e5 чёрная пешка · g5 белый слон · c4 белый слон · e4 белая пешка · c3 белый конь · d3 белая пешка · f3 белый конь · a2 белая пешка · b2 белая пешка · c2 белая пешка · f2 белая пешка · g2 белая пешка · h2 белая пешка · a1 белая ладья · d1 белый ферзь · e1 белый король · h1 белая ладья | a8 чёрная ладья · c8 чёрный слон · d8 чёрный ферзь · e8 чёрный король · h8 чёрная ладья · a7 чёрная пешка · b7 чёрная пешка · c7 чёрная пешка · f7 чёрная пешка · g7 чёрная пешка · h7 чёрная пешка · c6 чёрный конь · d6 чёрная пешка · f6 чёрный конь · c5 чёрный слон · e5 чёрная пешка · g5 белый слон · c4 белый слон · e4 белая пешка · c3 белый конь · d3 белая пешка · f3 белый конь · a2 белая пешка · b2 белая пешка · c2 белая пешка · f2 белая пешка · g2 белая пешка · h2 белая пешка · a1 белая ладья · d1 белый ферзь · e1 белый король · h1 белая ладья | a8 чёрная ладья · c8 чёрный слон · d8 чёрный ферзь · e8 чёрный король · h8 чёрная ладья · a7 чёрная пешка · b7 чёрная пешка · c7 чёрная пешка · f7 чёрная пешка · g7 чёрная пешка · h7 чёрная пешка · c6 чёрный конь · d6 чёрная пешка · f6 чёрный конь · c5 чёрный слон · e5 чёрная пешка · g5 белый слон · c4 белый слон · e4 белая пешка · c3 белый конь · d3 белая пешка · f3 белый конь · a2 белая пешка · b2 белая пешка · c2 белая пешка · f2 белая пешка · g2 белая пешка · h2 белая пешка · a1 белая ладья · d1 белый ферзь · e1 белый король · h1 белая ладья | 7 |
| 6 | a8 чёрная ладья · c8 чёрный слон · d8 чёрный ферзь · e8 чёрный король · h8 чёрная ладья · a7 чёрная пешка · b7 чёрная пешка · c7 чёрная пешка · f7 чёрная пешка · g7 чёрная пешка · h7 чёрная пешка · c6 чёрный конь · d6 чёрная пешка · f6 чёрный конь · c5 чёрный слон · e5 чёрная пешка · g5 белый слон · c4 белый слон · e4 белая пешка · c3 белый конь · d3 белая пешка · f3 белый конь · a2 белая пешка · b2 белая пешка · c2 белая пешка · f2 белая пешка · g2 белая пешка · h2 белая пешка · a1 белая ладья · d1 белый ферзь · e1 белый король · h1 белая ладья | a8 чёрная ладья · c8 чёрный слон · d8 чёрный ферзь · e8 чёрный король · h8 чёрная ладья · a7 чёрная пешка · b7 чёрная пешка · c7 чёрная пешка · f7 чёрная пешка · g7 чёрная пешка · h7 чёрная пешка · c6 чёрный конь · d6 чёрная пешка · f6 чёрный конь · c5 чёрный слон · e5 чёрная пешка · g5 белый слон · c4 белый слон · e4 белая пешка · c3 белый конь · d3 белая пешка · f3 белый конь · a2 белая пешка · b2 белая пешка · c2 белая пешка · f2 белая пешка · g2 белая пешка · h2 белая пешка · a1 белая ладья · d1 белый ферзь · e1 белый король · h1 белая ладья | a8 чёрная ладья · c8 чёрный слон · d8 чёрный ферзь · e8 чёрный король · h8 чёрная ладья · a7 чёрная пешка · b7 чёрная пешка · c7 чёрная пешка · f7 чёрная пешка · g7 чёрная пешка · h7 чёрная пешка · c6 чёрный конь · d6 чёрная пешка · f6 чёрный конь · c5 чёрный слон · e5 чёрная пешка · g5 белый слон · c4 белый слон · e4 белая пешка · c3 белый конь · d3 белая пешка · f3 белый конь · a2 белая пешка · b2 белая пешка · c2 белая пешка · f2 белая пешка · g2 белая пешка · h2 белая пешка · a1 белая ладья · d1 белый ферзь · e1 белый король · h1 белая ладья | a8 чёрная ладья · c8 чёрный слон · d8 чёрный ферзь · e8 чёрный король · h8 чёрная ладья · a7 чёрная пешка · b7 чёрная пешка · c7 чёрная пешка · f7 чёрная пешка · g7 чёрная пешка · h7 чёрная пешка · c6 чёрный конь · d6 чёрная пешка · f6 чёрный конь · c5 чёрный слон · e5 чёрная пешка · g5 белый слон · c4 белый слон · e4 белая пешка · c3 белый конь · d3 белая пешка · f3 белый конь · a2 белая пешка · b2 белая пешка · c2 белая пешка · f2 белая пешка · g2 белая пешка · h2 белая пешка · a1 белая ладья · d1 белый ферзь · e1 белый король · h1 белая ладья | a8 чёрная ладья · c8 чёрный слон · d8 чёрный ферзь · e8 чёрный король · h8 чёрная ладья · a7 чёрная пешка · b7 чёрная пешка · c7 чёрная пешка · f7 чёрная пешка · g7 чёрная пешка · h7 чёрная пешка · c6 чёрный конь · d6 чёрная пешка · f6 чёрный конь · c5 чёрный слон · e5 чёрная пешка · g5 белый слон · c4 белый слон · e4 белая пешка · c3 белый конь · d3 белая пешка · f3 белый конь · a2 белая пешка · b2 белая пешка · c2 белая пешка · f2 белая пешка · g2 белая пешка · h2 белая пешка · a1 белая ладья · d1 белый ферзь · e1 белый король · h1 белая ладья | a8 чёрная ладья · c8 чёрный слон · d8 чёрный ферзь · e8 чёрный король · h8 чёрная ладья · a7 чёрная пешка · b7 чёрная пешка · c7 чёрная пешка · f7 чёрная пешка · g7 чёрная пешка · h7 чёрная пешка · c6 чёрный конь · d6 чёрная пешка · f6 чёрный конь · c5 чёрный слон · e5 чёрная пешка · g5 белый слон · c4 белый слон · e4 белая пешка · c3 белый конь · d3 белая пешка · f3 белый конь · a2 белая пешка · b2 белая пешка · c2 белая пешка · f2 белая пешка · g2 белая пешка · h2 белая пешка · a1 белая ладья · d1 белый ферзь · e1 белый король · h1 белая ладья | a8 чёрная ладья · c8 чёрный слон · d8 чёрный ферзь · e8 чёрный король · h8 чёрная ладья · a7 чёрная пешка · b7 чёрная пешка · c7 чёрная пешка · f7 чёрная пешка · g7 чёрная пешка · h7 чёрная пешка · c6 чёрный конь · d6 чёрная пешка · f6 чёрный конь · c5 чёрный слон · e5 чёрная пешка · g5 белый слон · c4 белый слон · e4 белая пешка · c3 белый конь · d3 белая пешка · f3 белый конь · a2 белая пешка · b2 белая пешка · c2 белая пешка · f2 белая пешка · g2 белая пешка · h2 белая пешка · a1 белая ладья · d1 белый ферзь · e1 белый король · h1 белая ладья | a8 чёрная ладья · c8 чёрный слон · d8 чёрный ферзь · e8 чёрный король · h8 чёрная ладья · a7 чёрная пешка · b7 чёрная пешка · c7 чёрная пешка · f7 чёрная пешка · g7 чёрная пешка · h7 чёрная пешка · c6 чёрный конь · d6 чёрная пешка · f6 чёрный конь · c5 чёрный слон · e5 чёрная пешка · g5 белый слон · c4 белый слон · e4 белая пешка · c3 белый конь · d3 белая пешка · f3 белый конь · a2 белая пешка · b2 белая пешка · c2 белая пешка · f2 белая пешка · g2 белая пешка · h2 белая пешка · a1 белая ладья · d1 белый ферзь · e1 белый король · h1 белая ладья | 6 |
| 5 | a8 чёрная ладья · c8 чёрный слон · d8 чёрный ферзь · e8 чёрный король · h8 чёрная ладья · a7 чёрная пешка · b7 чёрная пешка · c7 чёрная пешка · f7 чёрная пешка · g7 чёрная пешка · h7 чёрная пешка · c6 чёрный конь · d6 чёрная пешка · f6 чёрный конь · c5 чёрный слон · e5 чёрная пешка · g5 белый слон · c4 белый слон · e4 белая пешка · c3 белый конь · d3 белая пешка · f3 белый конь · a2 белая пешка · b2 белая пешка · c2 белая пешка · f2 белая пешка · g2 белая пешка · h2 белая пешка · a1 белая ладья · d1 белый ферзь · e1 белый король · h1 белая ладья | a8 чёрная ладья · c8 чёрный слон · d8 чёрный ферзь · e8 чёрный король · h8 чёрная ладья · a7 чёрная пешка · b7 чёрная пешка · c7 чёрная пешка · f7 чёрная пешка · g7 чёрная пешка · h7 чёрная пешка · c6 чёрный конь · d6 чёрная пешка · f6 чёрный конь · c5 чёрный слон · e5 чёрная пешка · g5 белый слон · c4 белый слон · e4 белая пешка · c3 белый конь · d3 белая пешка · f3 белый конь · a2 белая пешка · b2 белая пешка · c2 белая пешка · f2 белая пешка · g2 белая пешка · h2 белая пешка · a1 белая ладья · d1 белый ферзь · e1 белый король · h1 белая ладья | a8 чёрная ладья · c8 чёрный слон · d8 чёрный ферзь · e8 чёрный король · h8 чёрная ладья · a7 чёрная пешка · b7 чёрная пешка · c7 чёрная пешка · f7 чёрная пешка · g7 чёрная пешка · h7 чёрная пешка · c6 чёрный конь · d6 чёрная пешка · f6 чёрный конь · c5 чёрный слон · e5 чёрная пешка · g5 белый слон · c4 белый слон · e4 белая пешка · c3 белый конь · d3 белая пешка · f3 белый конь · a2 белая пешка · b2 белая пешка · c2 белая пешка · f2 белая пешка · g2 белая пешка · h2 белая пешка · a1 белая ладья · d1 белый ферзь · e1 белый король · h1 белая ладья | a8 чёрная ладья · c8 чёрный слон · d8 чёрный ферзь · e8 чёрный король · h8 чёрная ладья · a7 чёрная пешка · b7 чёрная пешка · c7 чёрная пешка · f7 чёрная пешка · g7 чёрная пешка · h7 чёрная пешка · c6 чёрный конь · d6 чёрная пешка · f6 чёрный конь · c5 чёрный слон · e5 чёрная пешка · g5 белый слон · c4 белый слон · e4 белая пешка · c3 белый конь · d3 белая пешка · f3 белый конь · a2 белая пешка · b2 белая пешка · c2 белая пешка · f2 белая пешка · g2 белая пешка · h2 белая пешка · a1 белая ладья · d1 белый ферзь · e1 белый король · h1 белая ладья | a8 чёрная ладья · c8 чёрный слон · d8 чёрный ферзь · e8 чёрный король · h8 чёрная ладья · a7 чёрная пешка · b7 чёрная пешка · c7 чёрная пешка · f7 чёрная пешка · g7 чёрная пешка · h7 чёрная пешка · c6 чёрный конь · d6 чёрная пешка · f6 чёрный конь · c5 чёрный слон · e5 чёрная пешка · g5 белый слон · c4 белый слон · e4 белая пешка · c3 белый конь · d3 белая пешка · f3 белый конь · a2 белая пешка · b2 белая пешка · c2 белая пешка · f2 белая пешка · g2 белая пешка · h2 белая пешка · a1 белая ладья · d1 белый ферзь · e1 белый король · h1 белая ладья | a8 чёрная ладья · c8 чёрный слон · d8 чёрный ферзь · e8 чёрный король · h8 чёрная ладья · a7 чёрная пешка · b7 чёрная пешка · c7 чёрная пешка · f7 чёрная пешка · g7 чёрная пешка · h7 чёрная пешка · c6 чёрный конь · d6 чёрная пешка · f6 чёрный конь · c5 чёрный слон · e5 чёрная пешка · g5 белый слон · c4 белый слон · e4 белая пешка · c3 белый конь · d3 белая пешка · f3 белый конь · a2 белая пешка · b2 белая пешка · c2 белая пешка · f2 белая пешка · g2 белая пешка · h2 белая пешка · a1 белая ладья · d1 белый ферзь · e1 белый король · h1 белая ладья | a8 чёрная ладья · c8 чёрный слон · d8 чёрный ферзь · e8 чёрный король · h8 чёрная ладья · a7 чёрная пешка · b7 чёрная пешка · c7 чёрная пешка · f7 чёрная пешка · g7 чёрная пешка · h7 чёрная пешка · c6 чёрный конь · d6 чёрная пешка · f6 чёрный конь · c5 чёрный слон · e5 чёрная пешка · g5 белый слон · c4 белый слон · e4 белая пешка · c3 белый конь · d3 белая пешка · f3 белый конь · a2 белая пешка · b2 белая пешка · c2 белая пешка · f2 белая пешка · g2 белая пешка · h2 белая пешка · a1 белая ладья · d1 белый ферзь · e1 белый король · h1 белая ладья | a8 чёрная ладья · c8 чёрный слон · d8 чёрный ферзь · e8 чёрный король · h8 чёрная ладья · a7 чёрная пешка · b7 чёрная пешка · c7 чёрная пешка · f7 чёрная пешка · g7 чёрная пешка · h7 чёрная пешка · c6 чёрный конь · d6 чёрная пешка · f6 чёрный конь · c5 чёрный слон · e5 чёрная пешка · g5 белый слон · c4 белый слон · e4 белая пешка · c3 белый конь · d3 белая пешка · f3 белый конь · a2 белая пешка · b2 белая пешка · c2 белая пешка · f2 белая пешка · g2 белая пешка · h2 белая пешка · a1 белая ладья · d1 белый ферзь · e1 белый король · h1 белая ладья | 5 |
| 4 | a8 чёрная ладья · c8 чёрный слон · d8 чёрный ферзь · e8 чёрный король · h8 чёрная ладья · a7 чёрная пешка · b7 чёрная пешка · c7 чёрная пешка · f7 чёрная пешка · g7 чёрная пешка · h7 чёрная пешка · c6 чёрный конь · d6 чёрная пешка · f6 чёрный конь · c5 чёрный слон · e5 чёрная пешка · g5 белый слон · c4 белый слон · e4 белая пешка · c3 белый конь · d3 белая пешка · f3 белый конь · a2 белая пешка · b2 белая пешка · c2 белая пешка · f2 белая пешка · g2 белая пешка · h2 белая пешка · a1 белая ладья · d1 белый ферзь · e1 белый король · h1 белая ладья | a8 чёрная ладья · c8 чёрный слон · d8 чёрный ферзь · e8 чёрный король · h8 чёрная ладья · a7 чёрная пешка · b7 чёрная пешка · c7 чёрная пешка · f7 чёрная пешка · g7 чёрная пешка · h7 чёрная пешка · c6 чёрный конь · d6 чёрная пешка · f6 чёрный конь · c5 чёрный слон · e5 чёрная пешка · g5 белый слон · c4 белый слон · e4 белая пешка · c3 белый конь · d3 белая пешка · f3 белый конь · a2 белая пешка · b2 белая пешка · c2 белая пешка · f2 белая пешка · g2 белая пешка · h2 белая пешка · a1 белая ладья · d1 белый ферзь · e1 белый король · h1 белая ладья | a8 чёрная ладья · c8 чёрный слон · d8 чёрный ферзь · e8 чёрный король · h8 чёрная ладья · a7 чёрная пешка · b7 чёрная пешка · c7 чёрная пешка · f7 чёрная пешка · g7 чёрная пешка · h7 чёрная пешка · c6 чёрный конь · d6 чёрная пешка · f6 чёрный конь · c5 чёрный слон · e5 чёрная пешка · g5 белый слон · c4 белый слон · e4 белая пешка · c3 белый конь · d3 белая пешка · f3 белый конь · a2 белая пешка · b2 белая пешка · c2 белая пешка · f2 белая пешка · g2 белая пешка · h2 белая пешка · a1 белая ладья · d1 белый ферзь · e1 белый король · h1 белая ладья | a8 чёрная ладья · c8 чёрный слон · d8 чёрный ферзь · e8 чёрный король · h8 чёрная ладья · a7 чёрная пешка · b7 чёрная пешка · c7 чёрная пешка · f7 чёрная пешка · g7 чёрная пешка · h7 чёрная пешка · c6 чёрный конь · d6 чёрная пешка · f6 чёрный конь · c5 чёрный слон · e5 чёрная пешка · g5 белый слон · c4 белый слон · e4 белая пешка · c3 белый конь · d3 белая пешка · f3 белый конь · a2 белая пешка · b2 белая пешка · c2 белая пешка · f2 белая пешка · g2 белая пешка · h2 белая пешка · a1 белая ладья · d1 белый ферзь · e1 белый король · h1 белая ладья | a8 чёрная ладья · c8 чёрный слон · d8 чёрный ферзь · e8 чёрный король · h8 чёрная ладья · a7 чёрная пешка · b7 чёрная пешка · c7 чёрная пешка · f7 чёрная пешка · g7 чёрная пешка · h7 чёрная пешка · c6 чёрный конь · d6 чёрная пешка · f6 чёрный конь · c5 чёрный слон · e5 чёрная пешка · g5 белый слон · c4 белый слон · e4 белая пешка · c3 белый конь · d3 белая пешка · f3 белый конь · a2 белая пешка · b2 белая пешка · c2 белая пешка · f2 белая пешка · g2 белая пешка · h2 белая пешка · a1 белая ладья · d1 белый ферзь · e1 белый король · h1 белая ладья | a8 чёрная ладья · c8 чёрный слон · d8 чёрный ферзь · e8 чёрный король · h8 чёрная ладья · a7 чёрная пешка · b7 чёрная пешка · c7 чёрная пешка · f7 чёрная пешка · g7 чёрная пешка · h7 чёрная пешка · c6 чёрный конь · d6 чёрная пешка · f6 чёрный конь · c5 чёрный слон · e5 чёрная пешка · g5 белый слон · c4 белый слон · e4 белая пешка · c3 белый конь · d3 белая пешка · f3 белый конь · a2 белая пешка · b2 белая пешка · c2 белая пешка · f2 белая пешка · g2 белая пешка · h2 белая пешка · a1 белая ладья · d1 белый ферзь · e1 белый король · h1 белая ладья | a8 чёрная ладья · c8 чёрный слон · d8 чёрный ферзь · e8 чёрный король · h8 чёрная ладья · a7 чёрная пешка · b7 чёрная пешка · c7 чёрная пешка · f7 чёрная пешка · g7 чёрная пешка · h7 чёрная пешка · c6 чёрный конь · d6 чёрная пешка · f6 чёрный конь · c5 чёрный слон · e5 чёрная пешка · g5 белый слон · c4 белый слон · e4 белая пешка · c3 белый конь · d3 белая пешка · f3 белый конь · a2 белая пешка · b2 белая пешка · c2 белая пешка · f2 белая пешка · g2 белая пешка · h2 белая пешка · a1 белая ладья · d1 белый ферзь · e1 белый король · h1 белая ладья | a8 чёрная ладья · c8 чёрный слон · d8 чёрный ферзь · e8 чёрный король · h8 чёрная ладья · a7 чёрная пешка · b7 чёрная пешка · c7 чёрная пешка · f7 чёрная пешка · g7 чёрная пешка · h7 чёрная пешка · c6 чёрный конь · d6 чёрная пешка · f6 чёрный конь · c5 чёрный слон · e5 чёрная пешка · g5 белый слон · c4 белый слон · e4 белая пешка · c3 белый конь · d3 белая пешка · f3 белый конь · a2 белая пешка · b2 белая пешка · c2 белая пешка · f2 белая пешка · g2 белая пешка · h2 белая пешка · a1 белая ладья · d1 белый ферзь · e1 белый король · h1 белая ладья | 4 |
| 3 | a8 чёрная ладья · c8 чёрный слон · d8 чёрный ферзь · e8 чёрный король · h8 чёрная ладья · a7 чёрная пешка · b7 чёрная пешка · c7 чёрная пешка · f7 чёрная пешка · g7 чёрная пешка · h7 чёрная пешка · c6 чёрный конь · d6 чёрная пешка · f6 чёрный конь · c5 чёрный слон · e5 чёрная пешка · g5 белый слон · c4 белый слон · e4 белая пешка · c3 белый конь · d3 белая пешка · f3 белый конь · a2 белая пешка · b2 белая пешка · c2 белая пешка · f2 белая пешка · g2 белая пешка · h2 белая пешка · a1 белая ладья · d1 белый ферзь · e1 белый король · h1 белая ладья | a8 чёрная ладья · c8 чёрный слон · d8 чёрный ферзь · e8 чёрный король · h8 чёрная ладья · a7 чёрная пешка · b7 чёрная пешка · c7 чёрная пешка · f7 чёрная пешка · g7 чёрная пешка · h7 чёрная пешка · c6 чёрный конь · d6 чёрная пешка · f6 чёрный конь · c5 чёрный слон · e5 чёрная пешка · g5 белый слон · c4 белый слон · e4 белая пешка · c3 белый конь · d3 белая пешка · f3 белый конь · a2 белая пешка · b2 белая пешка · c2 белая пешка · f2 белая пешка · g2 белая пешка · h2 белая пешка · a1 белая ладья · d1 белый ферзь · e1 белый король · h1 белая ладья | a8 чёрная ладья · c8 чёрный слон · d8 чёрный ферзь · e8 чёрный король · h8 чёрная ладья · a7 чёрная пешка · b7 чёрная пешка · c7 чёрная пешка · f7 чёрная пешка · g7 чёрная пешка · h7 чёрная пешка · c6 чёрный конь · d6 чёрная пешка · f6 чёрный конь · c5 чёрный слон · e5 чёрная пешка · g5 белый слон · c4 белый слон · e4 белая пешка · c3 белый конь · d3 белая пешка · f3 белый конь · a2 белая пешка · b2 белая пешка · c2 белая пешка · f2 белая пешка · g2 белая пешка · h2 белая пешка · a1 белая ладья · d1 белый ферзь · e1 белый король · h1 белая ладья | a8 чёрная ладья · c8 чёрный слон · d8 чёрный ферзь · e8 чёрный король · h8 чёрная ладья · a7 чёрная пешка · b7 чёрная пешка · c7 чёрная пешка · f7 чёрная пешка · g7 чёрная пешка · h7 чёрная пешка · c6 чёрный конь · d6 чёрная пешка · f6 чёрный конь · c5 чёрный слон · e5 чёрная пешка · g5 белый слон · c4 белый слон · e4 белая пешка · c3 белый конь · d3 белая пешка · f3 белый конь · a2 белая пешка · b2 белая пешка · c2 белая пешка · f2 белая пешка · g2 белая пешка · h2 белая пешка · a1 белая ладья · d1 белый ферзь · e1 белый король · h1 белая ладья | a8 чёрная ладья · c8 чёрный слон · d8 чёрный ферзь · e8 чёрный король · h8 чёрная ладья · a7 чёрная пешка · b7 чёрная пешка · c7 чёрная пешка · f7 чёрная пешка · g7 чёрная пешка · h7 чёрная пешка · c6 чёрный конь · d6 чёрная пешка · f6 чёрный конь · c5 чёрный слон · e5 чёрная пешка · g5 белый слон · c4 белый слон · e4 белая пешка · c3 белый конь · d3 белая пешка · f3 белый конь · a2 белая пешка · b2 белая пешка · c2 белая пешка · f2 белая пешка · g2 белая пешка · h2 белая пешка · a1 белая ладья · d1 белый ферзь · e1 белый король · h1 белая ладья | a8 чёрная ладья · c8 чёрный слон · d8 чёрный ферзь · e8 чёрный король · h8 чёрная ладья · a7 чёрная пешка · b7 чёрная пешка · c7 чёрная пешка · f7 чёрная пешка · g7 чёрная пешка · h7 чёрная пешка · c6 чёрный конь · d6 чёрная пешка · f6 чёрный конь · c5 чёрный слон · e5 чёрная пешка · g5 белый слон · c4 белый слон · e4 белая пешка · c3 белый конь · d3 белая пешка · f3 белый конь · a2 белая пешка · b2 белая пешка · c2 белая пешка · f2 белая пешка · g2 белая пешка · h2 белая пешка · a1 белая ладья · d1 белый ферзь · e1 белый король · h1 белая ладья | a8 чёрная ладья · c8 чёрный слон · d8 чёрный ферзь · e8 чёрный король · h8 чёрная ладья · a7 чёрная пешка · b7 чёрная пешка · c7 чёрная пешка · f7 чёрная пешка · g7 чёрная пешка · h7 чёрная пешка · c6 чёрный конь · d6 чёрная пешка · f6 чёрный конь · c5 чёрный слон · e5 чёрная пешка · g5 белый слон · c4 белый слон · e4 белая пешка · c3 белый конь · d3 белая пешка · f3 белый конь · a2 белая пешка · b2 белая пешка · c2 белая пешка · f2 белая пешка · g2 белая пешка · h2 белая пешка · a1 белая ладья · d1 белый ферзь · e1 белый король · h1 белая ладья | a8 чёрная ладья · c8 чёрный слон · d8 чёрный ферзь · e8 чёрный король · h8 чёрная ладья · a7 чёрная пешка · b7 чёрная пешка · c7 чёрная пешка · f7 чёрная пешка · g7 чёрная пешка · h7 чёрная пешка · c6 чёрный конь · d6 чёрная пешка · f6 чёрный конь · c5 чёрный слон · e5 чёрная пешка · g5 белый слон · c4 белый слон · e4 белая пешка · c3 белый конь · d3 белая пешка · f3 белый конь · a2 белая пешка · b2 белая пешка · c2 белая пешка · f2 белая пешка · g2 белая пешка · h2 белая пешка · a1 белая ладья · d1 белый ферзь · e1 белый король · h1 белая ладья | 3 |
| 2 | a8 чёрная ладья · c8 чёрный слон · d8 чёрный ферзь · e8 чёрный король · h8 чёрная ладья · a7 чёрная пешка · b7 чёрная пешка · c7 чёрная пешка · f7 чёрная пешка · g7 чёрная пешка · h7 чёрная пешка · c6 чёрный конь · d6 чёрная пешка · f6 чёрный конь · c5 чёрный слон · e5 чёрная пешка · g5 белый слон · c4 белый слон · e4 белая пешка · c3 белый конь · d3 белая пешка · f3 белый конь · a2 белая пешка · b2 белая пешка · c2 белая пешка · f2 белая пешка · g2 белая пешка · h2 белая пешка · a1 белая ладья · d1 белый ферзь · e1 белый король · h1 белая ладья | a8 чёрная ладья · c8 чёрный слон · d8 чёрный ферзь · e8 чёрный король · h8 чёрная ладья · a7 чёрная пешка · b7 чёрная пешка · c7 чёрная пешка · f7 чёрная пешка · g7 чёрная пешка · h7 чёрная пешка · c6 чёрный конь · d6 чёрная пешка · f6 чёрный конь · c5 чёрный слон · e5 чёрная пешка · g5 белый слон · c4 белый слон · e4 белая пешка · c3 белый конь · d3 белая пешка · f3 белый конь · a2 белая пешка · b2 белая пешка · c2 белая пешка · f2 белая пешка · g2 белая пешка · h2 белая пешка · a1 белая ладья · d1 белый ферзь · e1 белый король · h1 белая ладья | a8 чёрная ладья · c8 чёрный слон · d8 чёрный ферзь · e8 чёрный король · h8 чёрная ладья · a7 чёрная пешка · b7 чёрная пешка · c7 чёрная пешка · f7 чёрная пешка · g7 чёрная пешка · h7 чёрная пешка · c6 чёрный конь · d6 чёрная пешка · f6 чёрный конь · c5 чёрный слон · e5 чёрная пешка · g5 белый слон · c4 белый слон · e4 белая пешка · c3 белый конь · d3 белая пешка · f3 белый конь · a2 белая пешка · b2 белая пешка · c2 белая пешка · f2 белая пешка · g2 белая пешка · h2 белая пешка · a1 белая ладья · d1 белый ферзь · e1 белый король · h1 белая ладья | a8 чёрная ладья · c8 чёрный слон · d8 чёрный ферзь · e8 чёрный король · h8 чёрная ладья · a7 чёрная пешка · b7 чёрная пешка · c7 чёрная пешка · f7 чёрная пешка · g7 чёрная пешка · h7 чёрная пешка · c6 чёрный конь · d6 чёрная пешка · f6 чёрный конь · c5 чёрный слон · e5 чёрная пешка · g5 белый слон · c4 белый слон · e4 белая пешка · c3 белый конь · d3 белая пешка · f3 белый конь · a2 белая пешка · b2 белая пешка · c2 белая пешка · f2 белая пешка · g2 белая пешка · h2 белая пешка · a1 белая ладья · d1 белый ферзь · e1 белый король · h1 белая ладья | a8 чёрная ладья · c8 чёрный слон · d8 чёрный ферзь · e8 чёрный король · h8 чёрная ладья · a7 чёрная пешка · b7 чёрная пешка · c7 чёрная пешка · f7 чёрная пешка · g7 чёрная пешка · h7 чёрная пешка · c6 чёрный конь · d6 чёрная пешка · f6 чёрный конь · c5 чёрный слон · e5 чёрная пешка · g5 белый слон · c4 белый слон · e4 белая пешка · c3 белый конь · d3 белая пешка · f3 белый конь · a2 белая пешка · b2 белая пешка · c2 белая пешка · f2 белая пешка · g2 белая пешка · h2 белая пешка · a1 белая ладья · d1 белый ферзь · e1 белый король · h1 белая ладья | a8 чёрная ладья · c8 чёрный слон · d8 чёрный ферзь · e8 чёрный король · h8 чёрная ладья · a7 чёрная пешка · b7 чёрная пешка · c7 чёрная пешка · f7 чёрная пешка · g7 чёрная пешка · h7 чёрная пешка · c6 чёрный конь · d6 чёрная пешка · f6 чёрный конь · c5 чёрный слон · e5 чёрная пешка · g5 белый слон · c4 белый слон · e4 белая пешка · c3 белый конь · d3 белая пешка · f3 белый конь · a2 белая пешка · b2 белая пешка · c2 белая пешка · f2 белая пешка · g2 белая пешка · h2 белая пешка · a1 белая ладья · d1 белый ферзь · e1 белый король · h1 белая ладья | a8 чёрная ладья · c8 чёрный слон · d8 чёрный ферзь · e8 чёрный король · h8 чёрная ладья · a7 чёрная пешка · b7 чёрная пешка · c7 чёрная пешка · f7 чёрная пешка · g7 чёрная пешка · h7 чёрная пешка · c6 чёрный конь · d6 чёрная пешка · f6 чёрный конь · c5 чёрный слон · e5 чёрная пешка · g5 белый слон · c4 белый слон · e4 белая пешка · c3 белый конь · d3 белая пешка · f3 белый конь · a2 белая пешка · b2 белая пешка · c2 белая пешка · f2 белая пешка · g2 белая пешка · h2 белая пешка · a1 белая ладья · d1 белый ферзь · e1 белый король · h1 белая ладья | a8 чёрная ладья · c8 чёрный слон · d8 чёрный ферзь · e8 чёрный король · h8 чёрная ладья · a7 чёрная пешка · b7 чёрная пешка · c7 чёрная пешка · f7 чёрная пешка · g7 чёрная пешка · h7 чёрная пешка · c6 чёрный конь · d6 чёрная пешка · f6 чёрный конь · c5 чёрный слон · e5 чёрная пешка · g5 белый слон · c4 белый слон · e4 белая пешка · c3 белый конь · d3 белая пешка · f3 белый конь · a2 белая пешка · b2 белая пешка · c2 белая пешка · f2 белая пешка · g2 белая пешка · h2 белая пешка · a1 белая ладья · d1 белый ферзь · e1 белый король · h1 белая ладья | 2 |
| 1 | a8 чёрная ладья · c8 чёрный слон · d8 чёрный ферзь · e8 чёрный король · h8 чёрная ладья · a7 чёрная пешка · b7 чёрная пешка · c7 чёрная пешка · f7 чёрная пешка · g7 чёрная пешка · h7 чёрная пешка · c6 чёрный конь · d6 чёрная пешка · f6 чёрный конь · c5 чёрный слон · e5 чёрная пешка · g5 белый слон · c4 белый слон · e4 белая пешка · c3 белый конь · d3 белая пешка · f3 белый конь · a2 белая пешка · b2 белая пешка · c2 белая пешка · f2 белая пешка · g2 белая пешка · h2 белая пешка · a1 белая ладья · d1 белый ферзь · e1 белый король · h1 белая ладья | a8 чёрная ладья · c8 чёрный слон · d8 чёрный ферзь · e8 чёрный король · h8 чёрная ладья · a7 чёрная пешка · b7 чёрная пешка · c7 чёрная пешка · f7 чёрная пешка · g7 чёрная пешка · h7 чёрная пешка · c6 чёрный конь · d6 чёрная пешка · f6 чёрный конь · c5 чёрный слон · e5 чёрная пешка · g5 белый слон · c4 белый слон · e4 белая пешка · c3 белый конь · d3 белая пешка · f3 белый конь · a2 белая пешка · b2 белая пешка · c2 белая пешка · f2 белая пешка · g2 белая пешка · h2 белая пешка · a1 белая ладья · d1 белый ферзь · e1 белый король · h1 белая ладья | a8 чёрная ладья · c8 чёрный слон · d8 чёрный ферзь · e8 чёрный король · h8 чёрная ладья · a7 чёрная пешка · b7 чёрная пешка · c7 чёрная пешка · f7 чёрная пешка · g7 чёрная пешка · h7 чёрная пешка · c6 чёрный конь · d6 чёрная пешка · f6 чёрный конь · c5 чёрный слон · e5 чёрная пешка · g5 белый слон · c4 белый слон · e4 белая пешка · c3 белый конь · d3 белая пешка · f3 белый конь · a2 белая пешка · b2 белая пешка · c2 белая пешка · f2 белая пешка · g2 белая пешка · h2 белая пешка · a1 белая ладья · d1 белый ферзь · e1 белый король · h1 белая ладья | a8 чёрная ладья · c8 чёрный слон · d8 чёрный ферзь · e8 чёрный король · h8 чёрная ладья · a7 чёрная пешка · b7 чёрная пешка · c7 чёрная пешка · f7 чёрная пешка · g7 чёрная пешка · h7 чёрная пешка · c6 чёрный конь · d6 чёрная пешка · f6 чёрный конь · c5 чёрный слон · e5 чёрная пешка · g5 белый слон · c4 белый слон · e4 белая пешка · c3 белый конь · d3 белая пешка · f3 белый конь · a2 белая пешка · b2 белая пешка · c2 белая пешка · f2 белая пешка · g2 белая пешка · h2 белая пешка · a1 белая ладья · d1 белый ферзь · e1 белый король · h1 белая ладья | a8 чёрная ладья · c8 чёрный слон · d8 чёрный ферзь · e8 чёрный король · h8 чёрная ладья · a7 чёрная пешка · b7 чёрная пешка · c7 чёрная пешка · f7 чёрная пешка · g7 чёрная пешка · h7 чёрная пешка · c6 чёрный конь · d6 чёрная пешка · f6 чёрный конь · c5 чёрный слон · e5 чёрная пешка · g5 белый слон · c4 белый слон · e4 белая пешка · c3 белый конь · d3 белая пешка · f3 белый конь · a2 белая пешка · b2 белая пешка · c2 белая пешка · f2 белая пешка · g2 белая пешка · h2 белая пешка · a1 белая ладья · d1 белый ферзь · e1 белый король · h1 белая ладья | a8 чёрная ладья · c8 чёрный слон · d8 чёрный ферзь · e8 чёрный король · h8 чёрная ладья · a7 чёрная пешка · b7 чёрная пешка · c7 чёрная пешка · f7 чёрная пешка · g7 чёрная пешка · h7 чёрная пешка · c6 чёрный конь · d6 чёрная пешка · f6 чёрный конь · c5 чёрный слон · e5 чёрная пешка · g5 белый слон · c4 белый слон · e4 белая пешка · c3 белый конь · d3 белая пешка · f3 белый конь · a2 белая пешка · b2 белая пешка · c2 белая пешка · f2 белая пешка · g2 белая пешка · h2 белая пешка · a1 белая ладья · d1 белый ферзь · e1 белый король · h1 белая ладья | a8 чёрная ладья · c8 чёрный слон · d8 чёрный ферзь · e8 чёрный король · h8 чёрная ладья · a7 чёрная пешка · b7 чёрная пешка · c7 чёрная пешка · f7 чёрная пешка · g7 чёрная пешка · h7 чёрная пешка · c6 чёрный конь · d6 чёрная пешка · f6 чёрный конь · c5 чёрный слон · e5 чёрная пешка · g5 белый слон · c4 белый слон · e4 белая пешка · c3 белый конь · d3 белая пешка · f3 белый конь · a2 белая пешка · b2 белая пешка · c2 белая пешка · f2 белая пешка · g2 белая пешка · h2 белая пешка · a1 белая ладья · d1 белый ферзь · e1 белый король · h1 белая ладья | a8 чёрная ладья · c8 чёрный слон · d8 чёрный ферзь · e8 чёрный король · h8 чёрная ладья · a7 чёрная пешка · b7 чёрная пешка · c7 чёрная пешка · f7 чёрная пешка · g7 чёрная пешка · h7 чёрная пешка · c6 чёрный конь · d6 чёрная пешка · f6 чёрный конь · c5 чёрный слон · e5 чёрная пешка · g5 белый слон · c4 белый слон · e4 белая пешка · c3 белый конь · d3 белая пешка · f3 белый конь · a2 белая пешка · b2 белая пешка · c2 белая пешка · f2 белая пешка · g2 белая пешка · h2 белая пешка · a1 белая ладья · d1 белый ферзь · e1 белый король · h1 белая ладья | 1 |
|   | a | b | c | d | e | f | g | h |   |

Именем Каналя называется вариант в спокойной системе итальянской партии: 1. e4 e5 2. Кf3 Кc6 3. Сc4 Сc5 4. d3 d6 5. Кc3 Кf6 6. Сg5. По мнению П. П. Кереса, при лучшей игре с обеих сторон партия переходит в сложный эндшпиль с примерно равными шансами.

### Ферзевый гамбит
|   | a | b | c | d | e | f | g | h |   |
| - | --- | --- | --- | --- | --- | --- | --- | --- | - |
| 8 | a8 чёрная ладья · b8 чёрный конь · c8 чёрный слон · e8 чёрный король · f8 чёрный слон · h8 чёрная ладья · a7 чёрная пешка · b7 чёрная пешка · f7 чёрная пешка · g7 чёрная пешка · h7 чёрная пешка · b6 чёрный ферзь · e6 чёрная пешка · f6 чёрный конь · c5 чёрная пешка · d5 белая пешка · g5 белый слон · d4 белая пешка · c3 белый конь · a2 белая пешка · b2 белая пешка · e2 белая пешка · f2 белая пешка · g2 белая пешка · h2 белая пешка · a1 белая ладья · d1 белый ферзь · e1 белый король · f1 белый слон · g1 белый конь · h1 белая ладья | a8 чёрная ладья · b8 чёрный конь · c8 чёрный слон · e8 чёрный король · f8 чёрный слон · h8 чёрная ладья · a7 чёрная пешка · b7 чёрная пешка · f7 чёрная пешка · g7 чёрная пешка · h7 чёрная пешка · b6 чёрный ферзь · e6 чёрная пешка · f6 чёрный конь · c5 чёрная пешка · d5 белая пешка · g5 белый слон · d4 белая пешка · c3 белый конь · a2 белая пешка · b2 белая пешка · e2 белая пешка · f2 белая пешка · g2 белая пешка · h2 белая пешка · a1 белая ладья · d1 белый ферзь · e1 белый король · f1 белый слон · g1 белый конь · h1 белая ладья | a8 чёрная ладья · b8 чёрный конь · c8 чёрный слон · e8 чёрный король · f8 чёрный слон · h8 чёрная ладья · a7 чёрная пешка · b7 чёрная пешка · f7 чёрная пешка · g7 чёрная пешка · h7 чёрная пешка · b6 чёрный ферзь · e6 чёрная пешка · f6 чёрный конь · c5 чёрная пешка · d5 белая пешка · g5 белый слон · d4 белая пешка · c3 белый конь · a2 белая пешка · b2 белая пешка · e2 белая пешка · f2 белая пешка · g2 белая пешка · h2 белая пешка · a1 белая ладья · d1 белый ферзь · e1 белый король · f1 белый слон · g1 белый конь · h1 белая ладья | a8 чёрная ладья · b8 чёрный конь · c8 чёрный слон · e8 чёрный король · f8 чёрный слон · h8 чёрная ладья · a7 чёрная пешка · b7 чёрная пешка · f7 чёрная пешка · g7 чёрная пешка · h7 чёрная пешка · b6 чёрный ферзь · e6 чёрная пешка · f6 чёрный конь · c5 чёрная пешка · d5 белая пешка · g5 белый слон · d4 белая пешка · c3 белый конь · a2 белая пешка · b2 белая пешка · e2 белая пешка · f2 белая пешка · g2 белая пешка · h2 белая пешка · a1 белая ладья · d1 белый ферзь · e1 белый король · f1 белый слон · g1 белый конь · h1 белая ладья | a8 чёрная ладья · b8 чёрный конь · c8 чёрный слон · e8 чёрный король · f8 чёрный слон · h8 чёрная ладья · a7 чёрная пешка · b7 чёрная пешка · f7 чёрная пешка · g7 чёрная пешка · h7 чёрная пешка · b6 чёрный ферзь · e6 чёрная пешка · f6 чёрный конь · c5 чёрная пешка · d5 белая пешка · g5 белый слон · d4 белая пешка · c3 белый конь · a2 белая пешка · b2 белая пешка · e2 белая пешка · f2 белая пешка · g2 белая пешка · h2 белая пешка · a1 белая ладья · d1 белый ферзь · e1 белый король · f1 белый слон · g1 белый конь · h1 белая ладья | a8 чёрная ладья · b8 чёрный конь · c8 чёрный слон · e8 чёрный король · f8 чёрный слон · h8 чёрная ладья · a7 чёрная пешка · b7 чёрная пешка · f7 чёрная пешка · g7 чёрная пешка · h7 чёрная пешка · b6 чёрный ферзь · e6 чёрная пешка · f6 чёрный конь · c5 чёрная пешка · d5 белая пешка · g5 белый слон · d4 белая пешка · c3 белый конь · a2 белая пешка · b2 белая пешка · e2 белая пешка · f2 белая пешка · g2 белая пешка · h2 белая пешка · a1 белая ладья · d1 белый ферзь · e1 белый король · f1 белый слон · g1 белый конь · h1 белая ладья | a8 чёрная ладья · b8 чёрный конь · c8 чёрный слон · e8 чёрный король · f8 чёрный слон · h8 чёрная ладья · a7 чёрная пешка · b7 чёрная пешка · f7 чёрная пешка · g7 чёрная пешка · h7 чёрная пешка · b6 чёрный ферзь · e6 чёрная пешка · f6 чёрный конь · c5 чёрная пешка · d5 белая пешка · g5 белый слон · d4 белая пешка · c3 белый конь · a2 белая пешка · b2 белая пешка · e2 белая пешка · f2 белая пешка · g2 белая пешка · h2 белая пешка · a1 белая ладья · d1 белый ферзь · e1 белый король · f1 белый слон · g1 белый конь · h1 белая ладья | a8 чёрная ладья · b8 чёрный конь · c8 чёрный слон · e8 чёрный король · f8 чёрный слон · h8 чёрная ладья · a7 чёрная пешка · b7 чёрная пешка · f7 чёрная пешка · g7 чёрная пешка · h7 чёрная пешка · b6 чёрный ферзь · e6 чёрная пешка · f6 чёрный конь · c5 чёрная пешка · d5 белая пешка · g5 белый слон · d4 белая пешка · c3 белый конь · a2 белая пешка · b2 белая пешка · e2 белая пешка · f2 белая пешка · g2 белая пешка · h2 белая пешка · a1 белая ладья · d1 белый ферзь · e1 белый король · f1 белый слон · g1 белый конь · h1 белая ладья | 8 |
| 7 | a8 чёрная ладья · b8 чёрный конь · c8 чёрный слон · e8 чёрный король · f8 чёрный слон · h8 чёрная ладья · a7 чёрная пешка · b7 чёрная пешка · f7 чёрная пешка · g7 чёрная пешка · h7 чёрная пешка · b6 чёрный ферзь · e6 чёрная пешка · f6 чёрный конь · c5 чёрная пешка · d5 белая пешка · g5 белый слон · d4 белая пешка · c3 белый конь · a2 белая пешка · b2 белая пешка · e2 белая пешка · f2 белая пешка · g2 белая пешка · h2 белая пешка · a1 белая ладья · d1 белый ферзь · e1 белый король · f1 белый слон · g1 белый конь · h1 белая ладья | a8 чёрная ладья · b8 чёрный конь · c8 чёрный слон · e8 чёрный король · f8 чёрный слон · h8 чёрная ладья · a7 чёрная пешка · b7 чёрная пешка · f7 чёрная пешка · g7 чёрная пешка · h7 чёрная пешка · b6 чёрный ферзь · e6 чёрная пешка · f6 чёрный конь · c5 чёрная пешка · d5 белая пешка · g5 белый слон · d4 белая пешка · c3 белый конь · a2 белая пешка · b2 белая пешка · e2 белая пешка · f2 белая пешка · g2 белая пешка · h2 белая пешка · a1 белая ладья · d1 белый ферзь · e1 белый король · f1 белый слон · g1 белый конь · h1 белая ладья | a8 чёрная ладья · b8 чёрный конь · c8 чёрный слон · e8 чёрный король · f8 чёрный слон · h8 чёрная ладья · a7 чёрная пешка · b7 чёрная пешка · f7 чёрная пешка · g7 чёрная пешка · h7 чёрная пешка · b6 чёрный ферзь · e6 чёрная пешка · f6 чёрный конь · c5 чёрная пешка · d5 белая пешка · g5 белый слон · d4 белая пешка · c3 белый конь · a2 белая пешка · b2 белая пешка · e2 белая пешка · f2 белая пешка · g2 белая пешка · h2 белая пешка · a1 белая ладья · d1 белый ферзь · e1 белый король · f1 белый слон · g1 белый конь · h1 белая ладья | a8 чёрная ладья · b8 чёрный конь · c8 чёрный слон · e8 чёрный король · f8 чёрный слон · h8 чёрная ладья · a7 чёрная пешка · b7 чёрная пешка · f7 чёрная пешка · g7 чёрная пешка · h7 чёрная пешка · b6 чёрный ферзь · e6 чёрная пешка · f6 чёрный конь · c5 чёрная пешка · d5 белая пешка · g5 белый слон · d4 белая пешка · c3 белый конь · a2 белая пешка · b2 белая пешка · e2 белая пешка · f2 белая пешка · g2 белая пешка · h2 белая пешка · a1 белая ладья · d1 белый ферзь · e1 белый король · f1 белый слон · g1 белый конь · h1 белая ладья | a8 чёрная ладья · b8 чёрный конь · c8 чёрный слон · e8 чёрный король · f8 чёрный слон · h8 чёрная ладья · a7 чёрная пешка · b7 чёрная пешка · f7 чёрная пешка · g7 чёрная пешка · h7 чёрная пешка · b6 чёрный ферзь · e6 чёрная пешка · f6 чёрный конь · c5 чёрная пешка · d5 белая пешка · g5 белый слон · d4 белая пешка · c3 белый конь · a2 белая пешка · b2 белая пешка · e2 белая пешка · f2 белая пешка · g2 белая пешка · h2 белая пешка · a1 белая ладья · d1 белый ферзь · e1 белый король · f1 белый слон · g1 белый конь · h1 белая ладья | a8 чёрная ладья · b8 чёрный конь · c8 чёрный слон · e8 чёрный король · f8 чёрный слон · h8 чёрная ладья · a7 чёрная пешка · b7 чёрная пешка · f7 чёрная пешка · g7 чёрная пешка · h7 чёрная пешка · b6 чёрный ферзь · e6 чёрная пешка · f6 чёрный конь · c5 чёрная пешка · d5 белая пешка · g5 белый слон · d4 белая пешка · c3 белый конь · a2 белая пешка · b2 белая пешка · e2 белая пешка · f2 белая пешка · g2 белая пешка · h2 белая пешка · a1 белая ладья · d1 белый ферзь · e1 белый король · f1 белый слон · g1 белый конь · h1 белая ладья | a8 чёрная ладья · b8 чёрный конь · c8 чёрный слон · e8 чёрный король · f8 чёрный слон · h8 чёрная ладья · a7 чёрная пешка · b7 чёрная пешка · f7 чёрная пешка · g7 чёрная пешка · h7 чёрная пешка · b6 чёрный ферзь · e6 чёрная пешка · f6 чёрный конь · c5 чёрная пешка · d5 белая пешка · g5 белый слон · d4 белая пешка · c3 белый конь · a2 белая пешка · b2 белая пешка · e2 белая пешка · f2 белая пешка · g2 белая пешка · h2 белая пешка · a1 белая ладья · d1 белый ферзь · e1 белый король · f1 белый слон · g1 белый конь · h1 белая ладья | a8 чёрная ладья · b8 чёрный конь · c8 чёрный слон · e8 чёрный король · f8 чёрный слон · h8 чёрная ладья · a7 чёрная пешка · b7 чёрная пешка · f7 чёрная пешка · g7 чёрная пешка · h7 чёрная пешка · b6 чёрный ферзь · e6 чёрная пешка · f6 чёрный конь · c5 чёрная пешка · d5 белая пешка · g5 белый слон · d4 белая пешка · c3 белый конь · a2 белая пешка · b2 белая пешка · e2 белая пешка · f2 белая пешка · g2 белая пешка · h2 белая пешка · a1 белая ладья · d1 белый ферзь · e1 белый король · f1 белый слон · g1 белый конь · h1 белая ладья | 7 |
| 6 | a8 чёрная ладья · b8 чёрный конь · c8 чёрный слон · e8 чёрный король · f8 чёрный слон · h8 чёрная ладья · a7 чёрная пешка · b7 чёрная пешка · f7 чёрная пешка · g7 чёрная пешка · h7 чёрная пешка · b6 чёрный ферзь · e6 чёрная пешка · f6 чёрный конь · c5 чёрная пешка · d5 белая пешка · g5 белый слон · d4 белая пешка · c3 белый конь · a2 белая пешка · b2 белая пешка · e2 белая пешка · f2 белая пешка · g2 белая пешка · h2 белая пешка · a1 белая ладья · d1 белый ферзь · e1 белый король · f1 белый слон · g1 белый конь · h1 белая ладья | a8 чёрная ладья · b8 чёрный конь · c8 чёрный слон · e8 чёрный король · f8 чёрный слон · h8 чёрная ладья · a7 чёрная пешка · b7 чёрная пешка · f7 чёрная пешка · g7 чёрная пешка · h7 чёрная пешка · b6 чёрный ферзь · e6 чёрная пешка · f6 чёрный конь · c5 чёрная пешка · d5 белая пешка · g5 белый слон · d4 белая пешка · c3 белый конь · a2 белая пешка · b2 белая пешка · e2 белая пешка · f2 белая пешка · g2 белая пешка · h2 белая пешка · a1 белая ладья · d1 белый ферзь · e1 белый король · f1 белый слон · g1 белый конь · h1 белая ладья | a8 чёрная ладья · b8 чёрный конь · c8 чёрный слон · e8 чёрный король · f8 чёрный слон · h8 чёрная ладья · a7 чёрная пешка · b7 чёрная пешка · f7 чёрная пешка · g7 чёрная пешка · h7 чёрная пешка · b6 чёрный ферзь · e6 чёрная пешка · f6 чёрный конь · c5 чёрная пешка · d5 белая пешка · g5 белый слон · d4 белая пешка · c3 белый конь · a2 белая пешка · b2 белая пешка · e2 белая пешка · f2 белая пешка · g2 белая пешка · h2 белая пешка · a1 белая ладья · d1 белый ферзь · e1 белый король · f1 белый слон · g1 белый конь · h1 белая ладья | a8 чёрная ладья · b8 чёрный конь · c8 чёрный слон · e8 чёрный король · f8 чёрный слон · h8 чёрная ладья · a7 чёрная пешка · b7 чёрная пешка · f7 чёрная пешка · g7 чёрная пешка · h7 чёрная пешка · b6 чёрный ферзь · e6 чёрная пешка · f6 чёрный конь · c5 чёрная пешка · d5 белая пешка · g5 белый слон · d4 белая пешка · c3 белый конь · a2 белая пешка · b2 белая пешка · e2 белая пешка · f2 белая пешка · g2 белая пешка · h2 белая пешка · a1 белая ладья · d1 белый ферзь · e1 белый король · f1 белый слон · g1 белый конь · h1 белая ладья | a8 чёрная ладья · b8 чёрный конь · c8 чёрный слон · e8 чёрный король · f8 чёрный слон · h8 чёрная ладья · a7 чёрная пешка · b7 чёрная пешка · f7 чёрная пешка · g7 чёрная пешка · h7 чёрная пешка · b6 чёрный ферзь · e6 чёрная пешка · f6 чёрный конь · c5 чёрная пешка · d5 белая пешка · g5 белый слон · d4 белая пешка · c3 белый конь · a2 белая пешка · b2 белая пешка · e2 белая пешка · f2 белая пешка · g2 белая пешка · h2 белая пешка · a1 белая ладья · d1 белый ферзь · e1 белый король · f1 белый слон · g1 белый конь · h1 белая ладья | a8 чёрная ладья · b8 чёрный конь · c8 чёрный слон · e8 чёрный король · f8 чёрный слон · h8 чёрная ладья · a7 чёрная пешка · b7 чёрная пешка · f7 чёрная пешка · g7 чёрная пешка · h7 чёрная пешка · b6 чёрный ферзь · e6 чёрная пешка · f6 чёрный конь · c5 чёрная пешка · d5 белая пешка · g5 белый слон · d4 белая пешка · c3 белый конь · a2 белая пешка · b2 белая пешка · e2 белая пешка · f2 белая пешка · g2 белая пешка · h2 белая пешка · a1 белая ладья · d1 белый ферзь · e1 белый король · f1 белый слон · g1 белый конь · h1 белая ладья | a8 чёрная ладья · b8 чёрный конь · c8 чёрный слон · e8 чёрный король · f8 чёрный слон · h8 чёрная ладья · a7 чёрная пешка · b7 чёрная пешка · f7 чёрная пешка · g7 чёрная пешка · h7 чёрная пешка · b6 чёрный ферзь · e6 чёрная пешка · f6 чёрный конь · c5 чёрная пешка · d5 белая пешка · g5 белый слон · d4 белая пешка · c3 белый конь · a2 белая пешка · b2 белая пешка · e2 белая пешка · f2 белая пешка · g2 белая пешка · h2 белая пешка · a1 белая ладья · d1 белый ферзь · e1 белый король · f1 белый слон · g1 белый конь · h1 белая ладья | a8 чёрная ладья · b8 чёрный конь · c8 чёрный слон · e8 чёрный король · f8 чёрный слон · h8 чёрная ладья · a7 чёрная пешка · b7 чёрная пешка · f7 чёрная пешка · g7 чёрная пешка · h7 чёрная пешка · b6 чёрный ферзь · e6 чёрная пешка · f6 чёрный конь · c5 чёрная пешка · d5 белая пешка · g5 белый слон · d4 белая пешка · c3 белый конь · a2 белая пешка · b2 белая пешка · e2 белая пешка · f2 белая пешка · g2 белая пешка · h2 белая пешка · a1 белая ладья · d1 белый ферзь · e1 белый король · f1 белый слон · g1 белый конь · h1 белая ладья | 6 |
| 5 | a8 чёрная ладья · b8 чёрный конь · c8 чёрный слон · e8 чёрный король · f8 чёрный слон · h8 чёрная ладья · a7 чёрная пешка · b7 чёрная пешка · f7 чёрная пешка · g7 чёрная пешка · h7 чёрная пешка · b6 чёрный ферзь · e6 чёрная пешка · f6 чёрный конь · c5 чёрная пешка · d5 белая пешка · g5 белый слон · d4 белая пешка · c3 белый конь · a2 белая пешка · b2 белая пешка · e2 белая пешка · f2 белая пешка · g2 белая пешка · h2 белая пешка · a1 белая ладья · d1 белый ферзь · e1 белый король · f1 белый слон · g1 белый конь · h1 белая ладья | a8 чёрная ладья · b8 чёрный конь · c8 чёрный слон · e8 чёрный король · f8 чёрный слон · h8 чёрная ладья · a7 чёрная пешка · b7 чёрная пешка · f7 чёрная пешка · g7 чёрная пешка · h7 чёрная пешка · b6 чёрный ферзь · e6 чёрная пешка · f6 чёрный конь · c5 чёрная пешка · d5 белая пешка · g5 белый слон · d4 белая пешка · c3 белый конь · a2 белая пешка · b2 белая пешка · e2 белая пешка · f2 белая пешка · g2 белая пешка · h2 белая пешка · a1 белая ладья · d1 белый ферзь · e1 белый король · f1 белый слон · g1 белый конь · h1 белая ладья | a8 чёрная ладья · b8 чёрный конь · c8 чёрный слон · e8 чёрный король · f8 чёрный слон · h8 чёрная ладья · a7 чёрная пешка · b7 чёрная пешка · f7 чёрная пешка · g7 чёрная пешка · h7 чёрная пешка · b6 чёрный ферзь · e6 чёрная пешка · f6 чёрный конь · c5 чёрная пешка · d5 белая пешка · g5 белый слон · d4 белая пешка · c3 белый конь · a2 белая пешка · b2 белая пешка · e2 белая пешка · f2 белая пешка · g2 белая пешка · h2 белая пешка · a1 белая ладья · d1 белый ферзь · e1 белый король · f1 белый слон · g1 белый конь · h1 белая ладья | a8 чёрная ладья · b8 чёрный конь · c8 чёрный слон · e8 чёрный король · f8 чёрный слон · h8 чёрная ладья · a7 чёрная пешка · b7 чёрная пешка · f7 чёрная пешка · g7 чёрная пешка · h7 чёрная пешка · b6 чёрный ферзь · e6 чёрная пешка · f6 чёрный конь · c5 чёрная пешка · d5 белая пешка · g5 белый слон · d4 белая пешка · c3 белый конь · a2 белая пешка · b2 белая пешка · e2 белая пешка · f2 белая пешка · g2 белая пешка · h2 белая пешка · a1 белая ладья · d1 белый ферзь · e1 белый король · f1 белый слон · g1 белый конь · h1 белая ладья | a8 чёрная ладья · b8 чёрный конь · c8 чёрный слон · e8 чёрный король · f8 чёрный слон · h8 чёрная ладья · a7 чёрная пешка · b7 чёрная пешка · f7 чёрная пешка · g7 чёрная пешка · h7 чёрная пешка · b6 чёрный ферзь · e6 чёрная пешка · f6 чёрный конь · c5 чёрная пешка · d5 белая пешка · g5 белый слон · d4 белая пешка · c3 белый конь · a2 белая пешка · b2 белая пешка · e2 белая пешка · f2 белая пешка · g2 белая пешка · h2 белая пешка · a1 белая ладья · d1 белый ферзь · e1 белый король · f1 белый слон · g1 белый конь · h1 белая ладья | a8 чёрная ладья · b8 чёрный конь · c8 чёрный слон · e8 чёрный король · f8 чёрный слон · h8 чёрная ладья · a7 чёрная пешка · b7 чёрная пешка · f7 чёрная пешка · g7 чёрная пешка · h7 чёрная пешка · b6 чёрный ферзь · e6 чёрная пешка · f6 чёрный конь · c5 чёрная пешка · d5 белая пешка · g5 белый слон · d4 белая пешка · c3 белый конь · a2 белая пешка · b2 белая пешка · e2 белая пешка · f2 белая пешка · g2 белая пешка · h2 белая пешка · a1 белая ладья · d1 белый ферзь · e1 белый король · f1 белый слон · g1 белый конь · h1 белая ладья | a8 чёрная ладья · b8 чёрный конь · c8 чёрный слон · e8 чёрный король · f8 чёрный слон · h8 чёрная ладья · a7 чёрная пешка · b7 чёрная пешка · f7 чёрная пешка · g7 чёрная пешка · h7 чёрная пешка · b6 чёрный ферзь · e6 чёрная пешка · f6 чёрный конь · c5 чёрная пешка · d5 белая пешка · g5 белый слон · d4 белая пешка · c3 белый конь · a2 белая пешка · b2 белая пешка · e2 белая пешка · f2 белая пешка · g2 белая пешка · h2 белая пешка · a1 белая ладья · d1 белый ферзь · e1 белый король · f1 белый слон · g1 белый конь · h1 белая ладья | a8 чёрная ладья · b8 чёрный конь · c8 чёрный слон · e8 чёрный король · f8 чёрный слон · h8 чёрная ладья · a7 чёрная пешка · b7 чёрная пешка · f7 чёрная пешка · g7 чёрная пешка · h7 чёрная пешка · b6 чёрный ферзь · e6 чёрная пешка · f6 чёрный конь · c5 чёрная пешка · d5 белая пешка · g5 белый слон · d4 белая пешка · c3 белый конь · a2 белая пешка · b2 белая пешка · e2 белая пешка · f2 белая пешка · g2 белая пешка · h2 белая пешка · a1 белая ладья · d1 белый ферзь · e1 белый король · f1 белый слон · g1 белый конь · h1 белая ладья | 5 |
| 4 | a8 чёрная ладья · b8 чёрный конь · c8 чёрный слон · e8 чёрный король · f8 чёрный слон · h8 чёрная ладья · a7 чёрная пешка · b7 чёрная пешка · f7 чёрная пешка · g7 чёрная пешка · h7 чёрная пешка · b6 чёрный ферзь · e6 чёрная пешка · f6 чёрный конь · c5 чёрная пешка · d5 белая пешка · g5 белый слон · d4 белая пешка · c3 белый конь · a2 белая пешка · b2 белая пешка · e2 белая пешка · f2 белая пешка · g2 белая пешка · h2 белая пешка · a1 белая ладья · d1 белый ферзь · e1 белый король · f1 белый слон · g1 белый конь · h1 белая ладья | a8 чёрная ладья · b8 чёрный конь · c8 чёрный слон · e8 чёрный король · f8 чёрный слон · h8 чёрная ладья · a7 чёрная пешка · b7 чёрная пешка · f7 чёрная пешка · g7 чёрная пешка · h7 чёрная пешка · b6 чёрный ферзь · e6 чёрная пешка · f6 чёрный конь · c5 чёрная пешка · d5 белая пешка · g5 белый слон · d4 белая пешка · c3 белый конь · a2 белая пешка · b2 белая пешка · e2 белая пешка · f2 белая пешка · g2 белая пешка · h2 белая пешка · a1 белая ладья · d1 белый ферзь · e1 белый король · f1 белый слон · g1 белый конь · h1 белая ладья | a8 чёрная ладья · b8 чёрный конь · c8 чёрный слон · e8 чёрный король · f8 чёрный слон · h8 чёрная ладья · a7 чёрная пешка · b7 чёрная пешка · f7 чёрная пешка · g7 чёрная пешка · h7 чёрная пешка · b6 чёрный ферзь · e6 чёрная пешка · f6 чёрный конь · c5 чёрная пешка · d5 белая пешка · g5 белый слон · d4 белая пешка · c3 белый конь · a2 белая пешка · b2 белая пешка · e2 белая пешка · f2 белая пешка · g2 белая пешка · h2 белая пешка · a1 белая ладья · d1 белый ферзь · e1 белый король · f1 белый слон · g1 белый конь · h1 белая ладья | a8 чёрная ладья · b8 чёрный конь · c8 чёрный слон · e8 чёрный король · f8 чёрный слон · h8 чёрная ладья · a7 чёрная пешка · b7 чёрная пешка · f7 чёрная пешка · g7 чёрная пешка · h7 чёрная пешка · b6 чёрный ферзь · e6 чёрная пешка · f6 чёрный конь · c5 чёрная пешка · d5 белая пешка · g5 белый слон · d4 белая пешка · c3 белый конь · a2 белая пешка · b2 белая пешка · e2 белая пешка · f2 белая пешка · g2 белая пешка · h2 белая пешка · a1 белая ладья · d1 белый ферзь · e1 белый король · f1 белый слон · g1 белый конь · h1 белая ладья | a8 чёрная ладья · b8 чёрный конь · c8 чёрный слон · e8 чёрный король · f8 чёрный слон · h8 чёрная ладья · a7 чёрная пешка · b7 чёрная пешка · f7 чёрная пешка · g7 чёрная пешка · h7 чёрная пешка · b6 чёрный ферзь · e6 чёрная пешка · f6 чёрный конь · c5 чёрная пешка · d5 белая пешка · g5 белый слон · d4 белая пешка · c3 белый конь · a2 белая пешка · b2 белая пешка · e2 белая пешка · f2 белая пешка · g2 белая пешка · h2 белая пешка · a1 белая ладья · d1 белый ферзь · e1 белый король · f1 белый слон · g1 белый конь · h1 белая ладья | a8 чёрная ладья · b8 чёрный конь · c8 чёрный слон · e8 чёрный король · f8 чёрный слон · h8 чёрная ладья · a7 чёрная пешка · b7 чёрная пешка · f7 чёрная пешка · g7 чёрная пешка · h7 чёрная пешка · b6 чёрный ферзь · e6 чёрная пешка · f6 чёрный конь · c5 чёрная пешка · d5 белая пешка · g5 белый слон · d4 белая пешка · c3 белый конь · a2 белая пешка · b2 белая пешка · e2 белая пешка · f2 белая пешка · g2 белая пешка · h2 белая пешка · a1 белая ладья · d1 белый ферзь · e1 белый король · f1 белый слон · g1 белый конь · h1 белая ладья | a8 чёрная ладья · b8 чёрный конь · c8 чёрный слон · e8 чёрный король · f8 чёрный слон · h8 чёрная ладья · a7 чёрная пешка · b7 чёрная пешка · f7 чёрная пешка · g7 чёрная пешка · h7 чёрная пешка · b6 чёрный ферзь · e6 чёрная пешка · f6 чёрный конь · c5 чёрная пешка · d5 белая пешка · g5 белый слон · d4 белая пешка · c3 белый конь · a2 белая пешка · b2 белая пешка · e2 белая пешка · f2 белая пешка · g2 белая пешка · h2 белая пешка · a1 белая ладья · d1 белый ферзь · e1 белый король · f1 белый слон · g1 белый конь · h1 белая ладья | a8 чёрная ладья · b8 чёрный конь · c8 чёрный слон · e8 чёрный король · f8 чёрный слон · h8 чёрная ладья · a7 чёрная пешка · b7 чёрная пешка · f7 чёрная пешка · g7 чёрная пешка · h7 чёрная пешка · b6 чёрный ферзь · e6 чёрная пешка · f6 чёрный конь · c5 чёрная пешка · d5 белая пешка · g5 белый слон · d4 белая пешка · c3 белый конь · a2 белая пешка · b2 белая пешка · e2 белая пешка · f2 белая пешка · g2 белая пешка · h2 белая пешка · a1 белая ладья · d1 белый ферзь · e1 белый король · f1 белый слон · g1 белый конь · h1 белая ладья | 4 |
| 3 | a8 чёрная ладья · b8 чёрный конь · c8 чёрный слон · e8 чёрный король · f8 чёрный слон · h8 чёрная ладья · a7 чёрная пешка · b7 чёрная пешка · f7 чёрная пешка · g7 чёрная пешка · h7 чёрная пешка · b6 чёрный ферзь · e6 чёрная пешка · f6 чёрный конь · c5 чёрная пешка · d5 белая пешка · g5 белый слон · d4 белая пешка · c3 белый конь · a2 белая пешка · b2 белая пешка · e2 белая пешка · f2 белая пешка · g2 белая пешка · h2 белая пешка · a1 белая ладья · d1 белый ферзь · e1 белый король · f1 белый слон · g1 белый конь · h1 белая ладья | a8 чёрная ладья · b8 чёрный конь · c8 чёрный слон · e8 чёрный король · f8 чёрный слон · h8 чёрная ладья · a7 чёрная пешка · b7 чёрная пешка · f7 чёрная пешка · g7 чёрная пешка · h7 чёрная пешка · b6 чёрный ферзь · e6 чёрная пешка · f6 чёрный конь · c5 чёрная пешка · d5 белая пешка · g5 белый слон · d4 белая пешка · c3 белый конь · a2 белая пешка · b2 белая пешка · e2 белая пешка · f2 белая пешка · g2 белая пешка · h2 белая пешка · a1 белая ладья · d1 белый ферзь · e1 белый король · f1 белый слон · g1 белый конь · h1 белая ладья | a8 чёрная ладья · b8 чёрный конь · c8 чёрный слон · e8 чёрный король · f8 чёрный слон · h8 чёрная ладья · a7 чёрная пешка · b7 чёрная пешка · f7 чёрная пешка · g7 чёрная пешка · h7 чёрная пешка · b6 чёрный ферзь · e6 чёрная пешка · f6 чёрный конь · c5 чёрная пешка · d5 белая пешка · g5 белый слон · d4 белая пешка · c3 белый конь · a2 белая пешка · b2 белая пешка · e2 белая пешка · f2 белая пешка · g2 белая пешка · h2 белая пешка · a1 белая ладья · d1 белый ферзь · e1 белый король · f1 белый слон · g1 белый конь · h1 белая ладья | a8 чёрная ладья · b8 чёрный конь · c8 чёрный слон · e8 чёрный король · f8 чёрный слон · h8 чёрная ладья · a7 чёрная пешка · b7 чёрная пешка · f7 чёрная пешка · g7 чёрная пешка · h7 чёрная пешка · b6 чёрный ферзь · e6 чёрная пешка · f6 чёрный конь · c5 чёрная пешка · d5 белая пешка · g5 белый слон · d4 белая пешка · c3 белый конь · a2 белая пешка · b2 белая пешка · e2 белая пешка · f2 белая пешка · g2 белая пешка · h2 белая пешка · a1 белая ладья · d1 белый ферзь · e1 белый король · f1 белый слон · g1 белый конь · h1 белая ладья | a8 чёрная ладья · b8 чёрный конь · c8 чёрный слон · e8 чёрный король · f8 чёрный слон · h8 чёрная ладья · a7 чёрная пешка · b7 чёрная пешка · f7 чёрная пешка · g7 чёрная пешка · h7 чёрная пешка · b6 чёрный ферзь · e6 чёрная пешка · f6 чёрный конь · c5 чёрная пешка · d5 белая пешка · g5 белый слон · d4 белая пешка · c3 белый конь · a2 белая пешка · b2 белая пешка · e2 белая пешка · f2 белая пешка · g2 белая пешка · h2 белая пешка · a1 белая ладья · d1 белый ферзь · e1 белый король · f1 белый слон · g1 белый конь · h1 белая ладья | a8 чёрная ладья · b8 чёрный конь · c8 чёрный слон · e8 чёрный король · f8 чёрный слон · h8 чёрная ладья · a7 чёрная пешка · b7 чёрная пешка · f7 чёрная пешка · g7 чёрная пешка · h7 чёрная пешка · b6 чёрный ферзь · e6 чёрная пешка · f6 чёрный конь · c5 чёрная пешка · d5 белая пешка · g5 белый слон · d4 белая пешка · c3 белый конь · a2 белая пешка · b2 белая пешка · e2 белая пешка · f2 белая пешка · g2 белая пешка · h2 белая пешка · a1 белая ладья · d1 белый ферзь · e1 белый король · f1 белый слон · g1 белый конь · h1 белая ладья | a8 чёрная ладья · b8 чёрный конь · c8 чёрный слон · e8 чёрный король · f8 чёрный слон · h8 чёрная ладья · a7 чёрная пешка · b7 чёрная пешка · f7 чёрная пешка · g7 чёрная пешка · h7 чёрная пешка · b6 чёрный ферзь · e6 чёрная пешка · f6 чёрный конь · c5 чёрная пешка · d5 белая пешка · g5 белый слон · d4 белая пешка · c3 белый конь · a2 белая пешка · b2 белая пешка · e2 белая пешка · f2 белая пешка · g2 белая пешка · h2 белая пешка · a1 белая ладья · d1 белый ферзь · e1 белый король · f1 белый слон · g1 белый конь · h1 белая ладья | a8 чёрная ладья · b8 чёрный конь · c8 чёрный слон · e8 чёрный король · f8 чёрный слон · h8 чёрная ладья · a7 чёрная пешка · b7 чёрная пешка · f7 чёрная пешка · g7 чёрная пешка · h7 чёрная пешка · b6 чёрный ферзь · e6 чёрная пешка · f6 чёрный конь · c5 чёрная пешка · d5 белая пешка · g5 белый слон · d4 белая пешка · c3 белый конь · a2 белая пешка · b2 белая пешка · e2 белая пешка · f2 белая пешка · g2 белая пешка · h2 белая пешка · a1 белая ладья · d1 белый ферзь · e1 белый король · f1 белый слон · g1 белый конь · h1 белая ладья | 3 |
| 2 | a8 чёрная ладья · b8 чёрный конь · c8 чёрный слон · e8 чёрный король · f8 чёрный слон · h8 чёрная ладья · a7 чёрная пешка · b7 чёрная пешка · f7 чёрная пешка · g7 чёрная пешка · h7 чёрная пешка · b6 чёрный ферзь · e6 чёрная пешка · f6 чёрный конь · c5 чёрная пешка · d5 белая пешка · g5 белый слон · d4 белая пешка · c3 белый конь · a2 белая пешка · b2 белая пешка · e2 белая пешка · f2 белая пешка · g2 белая пешка · h2 белая пешка · a1 белая ладья · d1 белый ферзь · e1 белый король · f1 белый слон · g1 белый конь · h1 белая ладья | a8 чёрная ладья · b8 чёрный конь · c8 чёрный слон · e8 чёрный король · f8 чёрный слон · h8 чёрная ладья · a7 чёрная пешка · b7 чёрная пешка · f7 чёрная пешка · g7 чёрная пешка · h7 чёрная пешка · b6 чёрный ферзь · e6 чёрная пешка · f6 чёрный конь · c5 чёрная пешка · d5 белая пешка · g5 белый слон · d4 белая пешка · c3 белый конь · a2 белая пешка · b2 белая пешка · e2 белая пешка · f2 белая пешка · g2 белая пешка · h2 белая пешка · a1 белая ладья · d1 белый ферзь · e1 белый король · f1 белый слон · g1 белый конь · h1 белая ладья | a8 чёрная ладья · b8 чёрный конь · c8 чёрный слон · e8 чёрный король · f8 чёрный слон · h8 чёрная ладья · a7 чёрная пешка · b7 чёрная пешка · f7 чёрная пешка · g7 чёрная пешка · h7 чёрная пешка · b6 чёрный ферзь · e6 чёрная пешка · f6 чёрный конь · c5 чёрная пешка · d5 белая пешка · g5 белый слон · d4 белая пешка · c3 белый конь · a2 белая пешка · b2 белая пешка · e2 белая пешка · f2 белая пешка · g2 белая пешка · h2 белая пешка · a1 белая ладья · d1 белый ферзь · e1 белый король · f1 белый слон · g1 белый конь · h1 белая ладья | a8 чёрная ладья · b8 чёрный конь · c8 чёрный слон · e8 чёрный король · f8 чёрный слон · h8 чёрная ладья · a7 чёрная пешка · b7 чёрная пешка · f7 чёрная пешка · g7 чёрная пешка · h7 чёрная пешка · b6 чёрный ферзь · e6 чёрная пешка · f6 чёрный конь · c5 чёрная пешка · d5 белая пешка · g5 белый слон · d4 белая пешка · c3 белый конь · a2 белая пешка · b2 белая пешка · e2 белая пешка · f2 белая пешка · g2 белая пешка · h2 белая пешка · a1 белая ладья · d1 белый ферзь · e1 белый король · f1 белый слон · g1 белый конь · h1 белая ладья | a8 чёрная ладья · b8 чёрный конь · c8 чёрный слон · e8 чёрный король · f8 чёрный слон · h8 чёрная ладья · a7 чёрная пешка · b7 чёрная пешка · f7 чёрная пешка · g7 чёрная пешка · h7 чёрная пешка · b6 чёрный ферзь · e6 чёрная пешка · f6 чёрный конь · c5 чёрная пешка · d5 белая пешка · g5 белый слон · d4 белая пешка · c3 белый конь · a2 белая пешка · b2 белая пешка · e2 белая пешка · f2 белая пешка · g2 белая пешка · h2 белая пешка · a1 белая ладья · d1 белый ферзь · e1 белый король · f1 белый слон · g1 белый конь · h1 белая ладья | a8 чёрная ладья · b8 чёрный конь · c8 чёрный слон · e8 чёрный король · f8 чёрный слон · h8 чёрная ладья · a7 чёрная пешка · b7 чёрная пешка · f7 чёрная пешка · g7 чёрная пешка · h7 чёрная пешка · b6 чёрный ферзь · e6 чёрная пешка · f6 чёрный конь · c5 чёрная пешка · d5 белая пешка · g5 белый слон · d4 белая пешка · c3 белый конь · a2 белая пешка · b2 белая пешка · e2 белая пешка · f2 белая пешка · g2 белая пешка · h2 белая пешка · a1 белая ладья · d1 белый ферзь · e1 белый король · f1 белый слон · g1 белый конь · h1 белая ладья | a8 чёрная ладья · b8 чёрный конь · c8 чёрный слон · e8 чёрный король · f8 чёрный слон · h8 чёрная ладья · a7 чёрная пешка · b7 чёрная пешка · f7 чёрная пешка · g7 чёрная пешка · h7 чёрная пешка · b6 чёрный ферзь · e6 чёрная пешка · f6 чёрный конь · c5 чёрная пешка · d5 белая пешка · g5 белый слон · d4 белая пешка · c3 белый конь · a2 белая пешка · b2 белая пешка · e2 белая пешка · f2 белая пешка · g2 белая пешка · h2 белая пешка · a1 белая ладья · d1 белый ферзь · e1 белый король · f1 белый слон · g1 белый конь · h1 белая ладья | a8 чёрная ладья · b8 чёрный конь · c8 чёрный слон · e8 чёрный король · f8 чёрный слон · h8 чёрная ладья · a7 чёрная пешка · b7 чёрная пешка · f7 чёрная пешка · g7 чёрная пешка · h7 чёрная пешка · b6 чёрный ферзь · e6 чёрная пешка · f6 чёрный конь · c5 чёрная пешка · d5 белая пешка · g5 белый слон · d4 белая пешка · c3 белый конь · a2 белая пешка · b2 белая пешка · e2 белая пешка · f2 белая пешка · g2 белая пешка · h2 белая пешка · a1 белая ладья · d1 белый ферзь · e1 белый король · f1 белый слон · g1 белый конь · h1 белая ладья | 2 |
| 1 | a8 чёрная ладья · b8 чёрный конь · c8 чёрный слон · e8 чёрный король · f8 чёрный слон · h8 чёрная ладья · a7 чёрная пешка · b7 чёрная пешка · f7 чёрная пешка · g7 чёрная пешка · h7 чёрная пешка · b6 чёрный ферзь · e6 чёрная пешка · f6 чёрный конь · c5 чёрная пешка · d5 белая пешка · g5 белый слон · d4 белая пешка · c3 белый конь · a2 белая пешка · b2 белая пешка · e2 белая пешка · f2 белая пешка · g2 белая пешка · h2 белая пешка · a1 белая ладья · d1 белый ферзь · e1 белый король · f1 белый слон · g1 белый конь · h1 белая ладья | a8 чёрная ладья · b8 чёрный конь · c8 чёрный слон · e8 чёрный король · f8 чёрный слон · h8 чёрная ладья · a7 чёрная пешка · b7 чёрная пешка · f7 чёрная пешка · g7 чёрная пешка · h7 чёрная пешка · b6 чёрный ферзь · e6 чёрная пешка · f6 чёрный конь · c5 чёрная пешка · d5 белая пешка · g5 белый слон · d4 белая пешка · c3 белый конь · a2 белая пешка · b2 белая пешка · e2 белая пешка · f2 белая пешка · g2 белая пешка · h2 белая пешка · a1 белая ладья · d1 белый ферзь · e1 белый король · f1 белый слон · g1 белый конь · h1 белая ладья | a8 чёрная ладья · b8 чёрный конь · c8 чёрный слон · e8 чёрный король · f8 чёрный слон · h8 чёрная ладья · a7 чёрная пешка · b7 чёрная пешка · f7 чёрная пешка · g7 чёрная пешка · h7 чёрная пешка · b6 чёрный ферзь · e6 чёрная пешка · f6 чёрный конь · c5 чёрная пешка · d5 белая пешка · g5 белый слон · d4 белая пешка · c3 белый конь · a2 белая пешка · b2 белая пешка · e2 белая пешка · f2 белая пешка · g2 белая пешка · h2 белая пешка · a1 белая ладья · d1 белый ферзь · e1 белый король · f1 белый слон · g1 белый конь · h1 белая ладья | a8 чёрная ладья · b8 чёрный конь · c8 чёрный слон · e8 чёрный король · f8 чёрный слон · h8 чёрная ладья · a7 чёрная пешка · b7 чёрная пешка · f7 чёрная пешка · g7 чёрная пешка · h7 чёрная пешка · b6 чёрный ферзь · e6 чёрная пешка · f6 чёрный конь · c5 чёрная пешка · d5 белая пешка · g5 белый слон · d4 белая пешка · c3 белый конь · a2 белая пешка · b2 белая пешка · e2 белая пешка · f2 белая пешка · g2 белая пешка · h2 белая пешка · a1 белая ладья · d1 белый ферзь · e1 белый король · f1 белый слон · g1 белый конь · h1 белая ладья | a8 чёрная ладья · b8 чёрный конь · c8 чёрный слон · e8 чёрный король · f8 чёрный слон · h8 чёрная ладья · a7 чёрная пешка · b7 чёрная пешка · f7 чёрная пешка · g7 чёрная пешка · h7 чёрная пешка · b6 чёрный ферзь · e6 чёрная пешка · f6 чёрный конь · c5 чёрная пешка · d5 белая пешка · g5 белый слон · d4 белая пешка · c3 белый конь · a2 белая пешка · b2 белая пешка · e2 белая пешка · f2 белая пешка · g2 белая пешка · h2 белая пешка · a1 белая ладья · d1 белый ферзь · e1 белый король · f1 белый слон · g1 белый конь · h1 белая ладья | a8 чёрная ладья · b8 чёрный конь · c8 чёрный слон · e8 чёрный король · f8 чёрный слон · h8 чёрная ладья · a7 чёрная пешка · b7 чёрная пешка · f7 чёрная пешка · g7 чёрная пешка · h7 чёрная пешка · b6 чёрный ферзь · e6 чёрная пешка · f6 чёрный конь · c5 чёрная пешка · d5 белая пешка · g5 белый слон · d4 белая пешка · c3 белый конь · a2 белая пешка · b2 белая пешка · e2 белая пешка · f2 белая пешка · g2 белая пешка · h2 белая пешка · a1 белая ладья · d1 белый ферзь · e1 белый король · f1 белый слон · g1 белый конь · h1 белая ладья | a8 чёрная ладья · b8 чёрный конь · c8 чёрный слон · e8 чёрный король · f8 чёрный слон · h8 чёрная ладья · a7 чёрная пешка · b7 чёрная пешка · f7 чёрная пешка · g7 чёрная пешка · h7 чёрная пешка · b6 чёрный ферзь · e6 чёрная пешка · f6 чёрный конь · c5 чёрная пешка · d5 белая пешка · g5 белый слон · d4 белая пешка · c3 белый конь · a2 белая пешка · b2 белая пешка · e2 белая пешка · f2 белая пешка · g2 белая пешка · h2 белая пешка · a1 белая ладья · d1 белый ферзь · e1 белый король · f1 белый слон · g1 белый конь · h1 белая ладья | a8 чёрная ладья · b8 чёрный конь · c8 чёрный слон · e8 чёрный король · f8 чёрный слон · h8 чёрная ладья · a7 чёрная пешка · b7 чёрная пешка · f7 чёрная пешка · g7 чёрная пешка · h7 чёрная пешка · b6 чёрный ферзь · e6 чёрная пешка · f6 чёрный конь · c5 чёрная пешка · d5 белая пешка · g5 белый слон · d4 белая пешка · c3 белый конь · a2 белая пешка · b2 белая пешка · e2 белая пешка · f2 белая пешка · g2 белая пешка · h2 белая пешка · a1 белая ладья · d1 белый ферзь · e1 белый король · f1 белый слон · g1 белый конь · h1 белая ладья | 1 |
|   | a | b | c | d | e | f | g | h |   |

Каналь разработал и впервые применил на практике (в партии с С. Г. Тартаковером, Венеция, 1948 г.) гамбитное продолжение в так называемом голландском варианте ферзевого гамбита. После ходов 1. d4 d5 2. c4 e6 3. Кc3 Кf6 4. Сg5 c5 5. Сg5 вместо обычного 5... cd он сыграл 5... Фb6. Продолжение получило название перуанского гамбита (также используются названия венецианский вариант и вариант Каналя). Вариант ведет к острой тактической борьбе и требует максимально точной игры от обеих сторон. Последующая практика позволила теоретикам признать перуанский гамбит недостаточным для получения полноправной контригры.

## Спортивные результаты
| Год         | Город                     | Соревнование                                | + | − | = | Результат | Место  |
| ----------- | ------------------------- | ------------------------------------------- | - | - | - | --------- | ------ |
| 1921        | Виареджо                  | Матч с С. Росселли                          | 1 | 1 | 2 | 2 : 2     |        |
| 1923        | Триест                    | Международный турнир                        | 6 | 0 | 5 | 8½ из 11  | 2      |
|             | Турин                     | Показательная партия с А. А. Алехиным       | 0 | 1 | 0 | 0 из 1    |        |
| 1926        | Мерано                    | Международный турнир                        | 7 | 3 | 3 | 8½ из 13  | 2—4    |
| 1929        | Карлсбад                  | Международный турнир                        | 6 | 6 | 9 | 10½ из 21 | 10—11  |
|             | Будапешт                  | Международный турнир                        | 2 | 4 | 7 | 5½ из 13  | 10—11  |
|             | Рогашка-Слатина           | Международный турнир                        |   |   |   |           | [ 10 ] |
| 1932        | Будапешт                  | Чемпионат Венгрии                           |   |   |   |           | 2      |
|             | Слиач                     | Международный турнир                        | 5 | 2 | 6 | 8 из 13   | 4—6    |
| 1933        | Будапешт                  | Чемпионат Венгрии                           |   |   |   |           | 1      |
|             | Острава                   | Международный турнир                        | 4 | 2 | 5 | 6½ из 11  | 5—7    |
| 1936        | Реус                      | Международный турнир                        |   |   |   |           | 1—2    |
| 1947        | Венеция                   | Международный турнир                        |   |   |   |           | 2—3    |
| 1948        | Бад-Гаштайн               | Международный турнир                        | 8 | 7 | 4 | 10 из 19  | 6—7    |
|             | Венеция                   | Международный турнир                        | 8 | 2 | 3 | 9½ из 13  | 2—3    |
| 1950        | Дубровник                 | IX Олимпиада (сборная Перу, 1-я доска)      | 1 | 8 | 6 | 4 из 15   |        |
| 1951        | Мадрид                    | Международный турнир                        | 7 | 4 | 6 | 10 из 17  | 6—7    |
| 1951 / 1952 | Реджо-Эмилия              | Международный турнир                        | 3 | 4 | 4 | 5 из 11   | 7—8    |
| 1953        | Венеция                   | Международный турнир                        |   |   |   |           | 1      |
| 1954        | Цюрих                     | Международный турнир (Кубок Клары Бенедикт) | 4 | 3 | 4 | 6 из 11   | 5—6    |
| 1957        | Сан-Бенедетто-дель-Тронто | Международный турнир                        | 5 | 3 | 3 | 6½ из 11  | 4      |
| 1960        | Сан-Бенедетто-дель-Тронто | Международный турнир                        |   |   |   |           | 1—2    |
| 1961        | Сан-Бенедетто-дель-Тронто | Международный турнир                        |   |   |   |           | 3—6    |
| 1961 / 1962 | Реджо-Эмилия              | Международный турнир                        | 4 | 6 | 1 | 4½ из 11  | 8—9    |
| 1963        | Бевервейк                 | Международный турнир (турнир С)             | 5 | 2 | 2 | 6 из 9    | 2      |
|             | Империя                   | Чемпионат Италии                            |   |   |   |           | [ 21 ] |
| 1965 / 1966 | Реджо-Эмилия              | Международный турнир                        | 3 | 5 | 3 | 4½ из 11  | 8      |
| 1967        | Венеция                   | Международный турнир                        | 3 | 7 | 3 | 4½ из 13  | 10—11  |
| 1967 / 1968 | Реджо-Эмилия              | Международный турнир                        | 2 | 5 | 6 | 5 из 13   | 10     |